# Aeschynomene hintonii
Aeschynomene hintonii är en ärtväxtart som beskrevs av Noel Yvri Sandwith. Aeschynomene hintonii ingår i släktet Aeschynomene och familjen ärtväxter. Inga underarter finns listade i Catalogue of Life.